# Contract
Contract es una película ghanesa de 2012 producida por Yvonne Okoro y dirigida por Shirley Frimpong-Manso. Está protagonizada por Hlomla Dandala, Joseph Benjamin e Yvonne Okoro.

## Elenco
- Hlomla Dandala como Peter Puplampo
- Joseph Benjamin como
- Yvonne Okoro como Abena Boateng

## Recepción
El sitio web 360nobs la calificó con un 6,5 sobre 10 y comentó que la película es emocionante.

## Reconocimientos
Recibió seis nominaciones en la novena edición de los Premios de la Academia del Cine Africano en las categorías Mejor director, Guion, Mejor actor en un papel principal y Mejor actriz en un papel principal.